# Vania Vargas
Vania Vargas (sinh ngày 12 tháng 1 năm 1978 tại Quetzaltenango, Guatemala) là một nhà thơ, người kể chuyện, biên tập viên và nhà báo Guatemala. Các tác phẩm của cô chuyên về văn hóa Guatemala.
Mẹ cô, một giáo viên tiểu học, đã giúp Vargas tốt nghiệp với học bổng được tài trợ bởi sở thích cá nhân và bạn bè. Vargas đã quan tâm đến những cuốn sách từ rất sớm vì sự quan tâm của chú cô và thư viện cảnh sát và tiểu thuyết tưởng tượng thời trung cổ của anh, đây sẽ là những cuốn sách đầu tiên cô đọc trong cuộc đời cô. Vì lý do này, Vargas quyết định học văn chương, nhưng bố mẹ cô không cho phép cô chuyển đến thành phố Guatemala để học văn học.
Tác phẩm đầu tiên của Vargas với tư cách một nhà báo đi kèm với tờ báo địa phương El Nuevo Quetzalteco, sau này được rút ngắn thành El Quetzalteco, bao gồm các ghi chú và bộ lạc màu đỏ, một kinh nghiệm đã mang đến cho cô nhiều kinh nghiệm báo chí cần thiết. Năm 2002, Vargas cuối cùng đã chuyển đến thủ đô để nghiên cứu văn học, tốt nghiệp năm 2009 từ Universidad de San Carlos de Guatemala. Cuốn tiểu thuyết đầu tiên của cô, Cuentos infantiles, được xuất bản bởi Catafixia Editorial, là một phần của bộ sưu tập La malla, bao gồm các cuốn sách của Maurice Echeverría, Yaxquin Melchi và René Morales Hernández.

## Trích dẫn
1. 1 2  "Apología de la lectura y de la androginia literaria". Plaza Pública (bằng tiếng Tây Ban Nha). ngày 30 tháng 5 năm 2014. Truy cập ngày 13 tháng 11 năm 2017.
2. ↑  "Vania Vargas, la poeta versátil de Quetzaltenango". Prensa Libre (bằng tiếng Tây Ban Nha). ngày 28 tháng 7 năm 2017. Truy cập ngày 13 tháng 11 năm 2017.
3. ↑  1850 Televisión (ngày 16 tháng 6 năm 2015). "Entrevista a Vania Vargas". YouTube. Truy cập ngày 13 tháng 11 năm 2017.{{Chú thích web}}:  Quản lý CS1: tên số: danh sách tác giả (liên kết)
4. ↑  "Vania Vargas". plazapublica.com.gt (bằng tiếng Tây Ban Nha). Plaza Pública. Truy cập ngày 13 tháng 11 năm 2017.